# آنتونی بیوور
آنتونی بیوور (انگلیسی: Antony Beevor؛ ۱۴ دسامبر ۱۹۴۶ – ) یک مورخ نظامی، رمان‌نویس، و تاریخ‌نگار اهل بریتانیا بود. او تحت نظر جان کیگان مطالعات نظامی خود را تکمیل کرد. او دارای نشان افتخار شوالیه هنر و ادبیات فرانسه و نشان افتخار از سوی انجمن پادشاهی ادبیات انگلستان است. او به خاطر نگاشتن کتاب استالینگراد، در سال ۱۹۹۹ جایزه ادبی ساموئل جانسون را به‌دست‌آورد.